# Number Ones (Janet Jackson)
Number Ones (buiten Noord-Amerika uitgebracht als The Best) is het tweede compilatie-album van zangeres Janet Jackson.
De dubbel-cd kwam uit op 17 november 2009 in de Verenigde Staten, Canada en Mexico. In de dagen die volgden werd de cd wereldwijd uitgebracht. De cd bevat louter Amerikaanse nummer 1-hits, behalve het nummer Whoops Now dat ook is toegevoegd aan het album. De bonustrack Make Me werd later ook nog eens een
nummer 1-hit in de US Dance Club Songs. Hierdoor hebben 33 nummers van de cd aan de top van de Amerikaanse
hitlijsten gestaan. 
Om de dubbel-cd te promoten verscheen Jackson in een aantal tv-programma's, waaronder
de Engelse X Factor waar ze optrad met een medley.
Er is vaak verwarring rondom deze compilatie-cd en de compilatie-cd die in 2010 verscheen aangezien
laatstgenoemde Icon: Number Ones heet, maar Number Ones uit 2009 in Europa verkocht wordt als
The Best.

## Composities
CD1
1. 'What Have You Done for Me Lately' – 4:44
2. 'Nasty' – 4:03
3. 'When I Think of You' – 3:55
4. 'Control' – 5:54
5. 'Let's Wait Awhile' – 4:37
6. 'The Pleasure Principle' – 4:13
7. 'Diamonds' met Herb Alpert – 4:53
8. 'Miss You Much' – 4:12
9. 'Rhythm Nation' – 5:28
10. 'Escapade' – 4:44
11. 'Alright' – 4:58
12. 'Come Back to Me' – 5:36
13. 'Black Cat' – 4:31
14. 'Love Will Never Do (Without You)' – 4:35
15. 'The Best Things in Life Are Free' met Luther Vandross – 4:36
16. 'That's the Way Love Goes' – 4:25
17. 'When I Think of You' – 3:31

CD2
1. 'If' – 4:31
2. 'Again' – 3:47
3. 'Because of Love' – 4:18
4. 'Any Time, Any Place' – 5:12
5. 'Scream' met Michael Jackson – 4:04
6. 'Runaway' – 3:34
7. 'Got 'Til It's Gone' – 3:36
8. 'Together Again' – 4:08
9. 'I Get Lonely' – 4:03
10. 'Go Deep' – 4:42
11. 'What's It Gonna Be?!' met Busta Rhymes – 4:03
12. 'Doesn't Really Matter' – 4:58
13. 'All for You' – 4:32
14. 'Someone to Call My Lover' – 4:14
15. 'Call on Me' met Nelly – 3:36
16. 'Feedback' – 3:59

### Bonustracks
1. 'Whoops Now' – 4:06
2. 'Make Me' – 3:38